# Cuto de la Esperanza
Cuto de la Esperanza es una localidad situada en el municipio de Morelia en el Estado de Michoacán de Ocampo con una población de aproximadamente 1,100 habitantes y un índice de desarrollo humano IDH de 0.817 es una localidad que conforma el municipio de Morelia cuya población es mayoritariamente mayor y conserva sus tradiciones rurales
Cuto de la Esperanza
- Actividades económicas:

```
Las principales actividades económicas incluyen:
```

- - Agricultura: cultivo de maíz, sorgo, hortalizas y frutales.
  - Ganadería: crianza de ganado bovino, porcino y aves.
  - Comercio local y oficios artesanales también forman parte de la economía.
  - Algunos habitantes trabajan en Morelia o en zonas industriales cercanas.
- Cultura y tradiciones:

```
Cuto conserva muchas tradiciones típicas de Michoacán, como las fiestas patronales, la música de banda, y celebraciones religiosas con procesiones, danzas y fuegos artificiales, la Fiesta de la Esperanza en honor a la Virgen es uno de los eventos más importantes del año.
```

- Datos interesantes:
- Su nombre completo, “Cuto de la Esperanza”, refleja raíces indígenas y religiosas, se encuentra en una región con historia prehispánica y colonial rica, su cercanía con Morelia permite una mezcla de lo rural con influencias urbanas, es un lugar tranquilo, con fuerte sentido de comunidad y vida tradicional.

, .

## Toponimia
El significado de Cuto hace referencia al “lugar de tortuga”, aunque se cree que su origen proviene del purépecha cutzi, cuya palabra se refiere a la luna o lugar de la luna. También, por fundarse sobre una loma se le asocia al caparazón de tortuga; al mismo tiempo se asegura que proceda del náhuatl cutuche, significa cortado y del purépecha ina ñarore representa su habitación, su casa o lugar. 

## Población
Hay 1,008 habitantes. 
| Año  | Habitantes Mujeres | Habitantes hombres | Total habitantes |
| ---- | ------------------ | ------------------ | ---------------- |
| 2020 | 522                | 486                | 1008             |
| 2010 | 550                | 469                | 1019             |
| 2005 | 618                | 511                | 1129             |

## Localización
Cuto de la Esperanza se localiza al Noroeste de Morelia a 18 km. Esta tenencia colinda al Norte con Chiquimitio; al Sur con Tacícuaro; al Este con la ciudad de Morelia; al Oeste con Capula y Teremendo. Se ubica a 2080 metros sobre el nivel del mar. 
La tenencia de Cuto de la Esperanza cuenta con el Cerro de la Cruz. El templo de la comunidad se encuentra dedicado a la Santa Cruz, y a pesar de que en ella se conserva aún una imagen de Nuestra Señora de la Esperanza, esta no es festejada en algún día en específico, únicamente se le cambia de atuendo en la festividad del templo y en la de la Virgen de Guadalupe.
En el centro de la tenencia, se encuentra un monumento que señala la dirección tomada en la época de independencia por el padre de la patria, Miguel Hidalgo y Cosilla, además del kiosco y la fuente de la esperanza, estos últimos brindando un atractivo con gran armonía para los visitantes, justo en el centro cívico de la tenencia.
Cuto de la Esperanza está a 2,149 metros de altitud.